# Yağmurlu, Akçadağ
Yağmurlu là một xã thuộc huyện Akçadağ, tỉnh Malatya, Thổ Nhĩ Kỳ. Dân số thời điểm năm 2011 là 645 người.